# Флейтист малазійський
Флейтист малазійський (Eupetes macrocerus) — вид горобцеподібних птахів родини флейтистових (Eupetidae).

## Поширення
Вид поширений на півдні Таїланду, у Малайзії, та Індонезії (Суматра, Калімантан, Бунгуран). Трапляється у рівнинних лісах. У гори піднімається до 1060 м над рівнем моря.

## Опис
Птах завдовжки 28-30 см, вагою 66-72 г. Шия довга, тонка. Дзьоб чорний. Основне забарвлення коричневе, горло руде. Ноги чорні. Від дзьоба до шиї проходить чорна вуздечка. Над очима є біла брова .Шапинка руда.